# Amando
Amando ist ein männlicher Vorname, ein Familienname und Teil eines Firmennamens.

## Herkunft und Bedeutung
Der Vorname Amando leitet sich vom lateinischen Wort amandus „der Liebenswerte“ ab.

## Namensträger
- Amando Aust (* 1990), deutsch-gambischer Fußballspieler
- Amando Blanquer Ponsoda (1935–2005), spanischer Komponist, Musiker und Musikpädagoge
- Amando Fontes (1899–1967), brasilianischer Schriftsteller und Politiker
- Amando Ivančić (dt.: Amando Ivanschiz; 1727–1790), österreichischer Komponist
- Amando de Ossorio (1918–2001), spanischer Filmregisseur
- Amando Samo (1948–2021), mikronesischer Geistlicher, römisch-katholischer Bischof der Karolinen

## Familienname
- Dominique Kimpinde Amando (1933–2017), kongolesischer römisch-katholischer Bischof

## Firma
- Amando Software, Hersteller von Lizenzmanagement-Software